# كل ده خيال
كل ده خيال مسلسل رسوم متحركة فرنسي عرض لأول مره بين عامي 2006-2009 وتمت دبلجة المسلسل للغة العربية وعُرض على قناة إم بي سي 3 . إخراج الدوبلاچ: سهى عرابي، وشركة الدوبلاچ : Pro Production.

## القصة
يحكي المسلسل عن عائلة سحرية كانت تعيش في عالم الجنيات حيث التقت الجنية ويلي بالغول جريجور عندما كانت ويللو تسير في الغابة وكان جريجور يصطاد بعض السمك، وعندها عضت إحدى الأسماك إصبع جريجور بدأ يصرخ وأثار ذعر ويللو فبدأت هي الأخرى بالصراخ، قاد جريجور نفسه خارج الماء وصوته يعلو بالصراخ حتى وصل إلى ملابسه وارتداها وعندما نظر إلي ويللو توقفا كليهما عن الصراخ، ووقعا في حب بعضهما البعض.
أخبر كل منهما عائلته ولكنهما قوبِلا بملامح تعجّب من كلتا العائلتان، ولكن هذا لم يمنعهما من الزواج فتزوجا وأنجبا فتى يدعى توم وفتاة تدعى سندي، ثم انتقلوا إلى الأرض ومن هنا تبدأ مغامراتهم، حيث يحاولون إخفاء كونهم عائلة سحرية قدر الإمكان.

## الشخصيات
- ويللو : هي والدة توم وسندي وزوجة جريجور وهي جنّيّة.
- توم : هو ابن ويللو.
- جريجو.
- سندي.

## روابط خارجية
- كل ده خيال على موقع IMDb (الإنجليزية)
- كل ده خيال على موقع كينوبويسك (الروسية)
- كل ده خيال على موقع ألو سيني (الفرنسية)
- كل ده خيال على موقع قاعدة بيانات الفيلم (الإنجليزية)